# فرانس جانسين
فرانس جانسين (بالهولندية: Frans Janssen)‏ هو لاعب كرة قدم هولندي، ولد في 3 يناير 1955 في خروسبيك في هولندا. لعب مع إن إي سي نيميخن وفيلم 2 تيلبورغ.